# Горна Парана
Горна Парана (на испански: Alto Paraná) е един от 17-те департамента на южноамериканската държава Парагвай. Намира се в югоизточната част на страната. Площта му е 14 895 квадратни километра, а населението – 830 943 души (по изчисления за юли 2020 г.). Столицата му е Сиудад дел Есте.